# Аккарачково
Аккарачково — деревня в Великолукском районе Псковской области России. Входит в состав сельского поселения «Лычёвская волость».
Расположена в центре района в 11 км к юго-востоку от центра города Великие Луки.

## Население
Численность населения по оценке на 2000 год составляла 6 жителей, на 2010 год — 12 жителей.